# Kadirinaikanahalli, Sidlaghatta
Kadirinaikanahalli là một làng thuộc tehsil Sidlaghatta, huyện Chikkaballapur, bang Karnataka, Ấn Độ.